# MediEvil (seria)
MediEvil – seria przygodowych gier akcji hack and slash wyprodukowanych przez SCEE Cambridge. Pierwsza część z serii została wydana w 1998 roku na konsolę PlayStation. W 2000 roku została wydana MediEvil 2. Trzecia część z serii, MediEvil: Resurrection, została wydana na konsolę PlayStation Portable w 2005 roku. Kolejna już, tym razem odświeżona część pierwsza zostanie wydana na konsolę Playstation 4 25 października 2019 roku.

## Ścieżka dźwiękowa
Ścieżka dźwiękowa do wszystkich gier z serii została skomponowana przez Paula Arnolda i Andrew Barnabasa. W MediEvil: Resurrection zastosowano oryginalne utwory, a także zaaranżowane utwory z pierwszej części serii.
| Gra                    | GameRankings                | Metacritic                  |
| ---------------------- | --------------------------- | --------------------------- |
| MediEvil               | PS1: 80,06% (z 16 recenzji) | –                           |
| MediEvil 2             | PS1: 79,47% (z 18 recenzji) | –                           |
| MediEvil: Resurrection | PSP: 68,96% (z 52 recenzji) | PSP: 66/100 (z 43 recenzji) |